# Saint-Bon
Saint-Bon és un municipi francès, situat al departament del Marne i a la regió del Gran Est. L'any 2007 tenia 99 habitants.

## Demografia

### Població
El 2007 la població de fet de Saint-Bon era de 99 persones. Hi havia 38 famílies, de les quals 10 eren unipersonals (5 homes vivint sols i 5 dones vivint soles), 14 parelles sense fills i 14 parelles amb fills.
La població ha evolucionat segons el següent gràfic:
Habitants censats

### Habitatges
El 2007 hi havia 59 habitatges, 38 eren l'habitatge principal de la família, 19 eren segones residències i 3 estaven desocupats. 58 eren cases i 1 era un apartament. Dels 38 habitatges principals, 34 estaven ocupats pels seus propietaris, 2 estaven llogats i ocupats pels llogaters i 1 estava cedit a títol gratuït; 7 tenien tres cambres, 15 en tenien quatre i 16 en tenien cinc o més. 32 habitatges disposaven pel capbaix d'una plaça de pàrquing. A 15 habitatges hi havia un automòbil i a 19 n'hi havia dos o més.

### Piràmide de població
La piràmide de població per edats i sexe el 2009 era:
| Homes | Edats   | Dones |
| ----- | ------- | ----- |
| 0     | 95 o +  | 0     |
| 4     | 90 a 94 | 0     |
| 0     | 85 a 89 | 4     |
| 0     | 80 a 84 | 4     |
| 0     | 75 a 79 | 0     |
| 0     | 70 a 74 | 4     |
| 0     | 65 a 69 | 0     |
| 0     | 60 a 64 | 0     |
| 4     | 55 a 59 | 0     |
| 0     | 50 a 54 | 4     |
| 4     | 45 a 49 | 0     |
| 4     | 40 a 44 | 4     |
| 0     | 35 a 39 | 4     |
| 4     | 30 a 34 | 0     |
| 0     | 25 a 29 | 4     |
| 4     | 20 a 24 | 4     |
| 0     | 15 a 19 | 4     |
| 0     | 10 a 14 | 4     |
| 0     | 5 a 9   | 0     |
| 0     | 0 a 4   | 0     |

## Economia
El 2007 la població en edat de treballar era de 67 persones, 41 eren actives i 26 eren inactives. Les 41 persones actives estaven ocupades(25 homes i 16 dones).. De les 26 persones inactives 8 estaven jubilades, 8 estaven estudiant i 10 estaven classificades com a «altres inactius».
Activitats econòmiques
Dels 4 establiments que hi havia el 2007, 2 eren d'empreses de construcció i 2 d'empreses immobiliàries.
Dels 3 establiments de servei als particulars que hi havia el 2009, 1 era un guixaire pintor i 2 agències immobiliàries.
L'any 2000 a Saint-Bon hi havia 7 explotacions agrícoles.

## Poblacions més properes
El següent diagrama mostra les poblacions més properes.